# Rudolph Valentino
 (mai 2017).
Pour les articles homonymes, voir Valentino.
Rudolph Valentino (version américanisée et raccourcie de son nom complet Rodolfo Pietro Filiberto Raffaello Guglielmi di Valentina d'Antoguolla), né le 6 mai 1895 à Castellaneta, dans la province de Tarente (Pouilles, Italie), mort le 23 août 1926 à New York (États-Unis), est un acteur italien.

## Biographie

### Famille

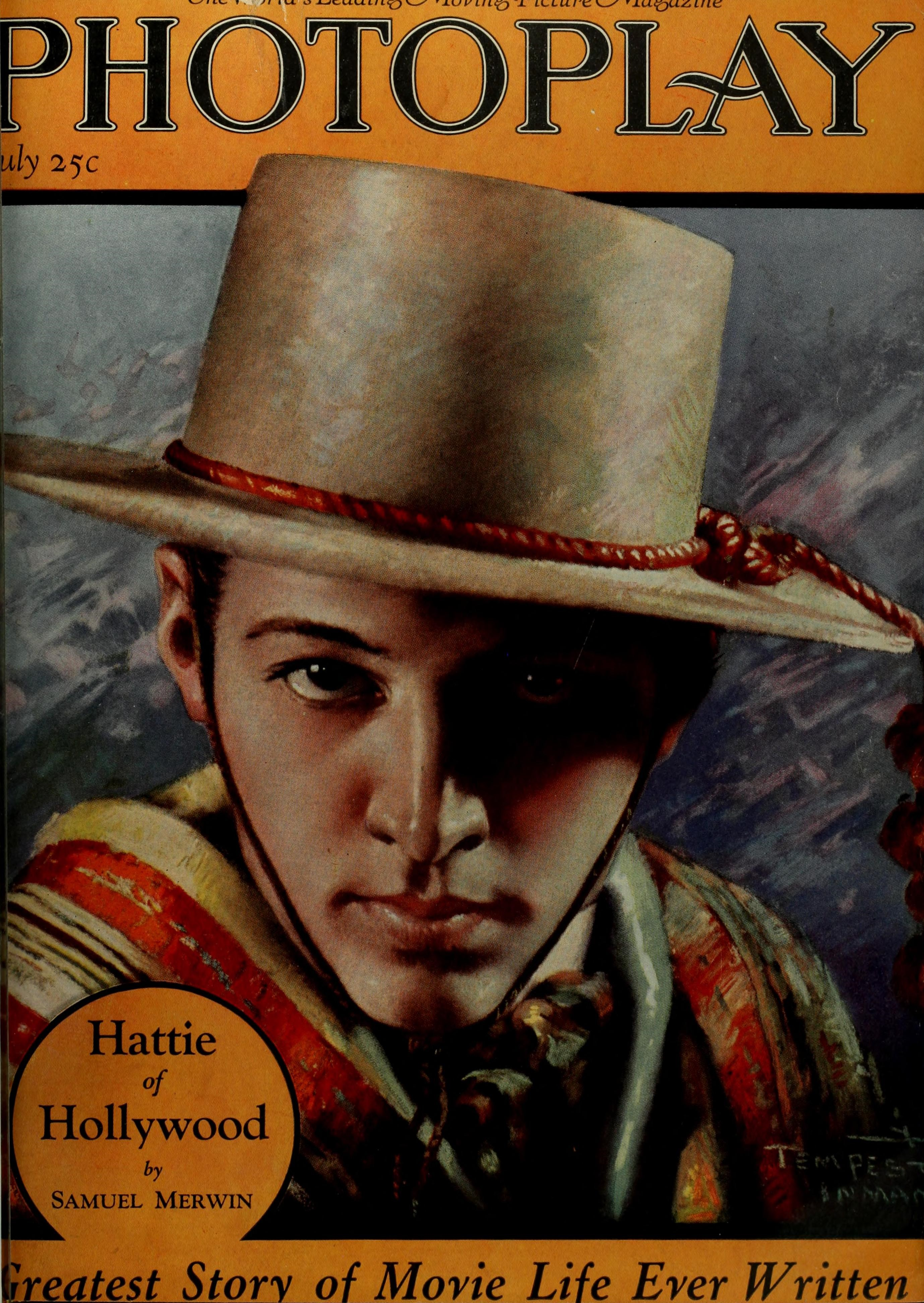
Les Quatre Cavaliers de l'Apocalypse (1921)

Rudolph Valentino est né dans une famille aisée. Son père italien, Giovanni Antonio Giuseppe Fidele Guglielmi, est un ancien officier devenu vétérinaire. Sa mère, Marie Berthe Gabrielle Barbin, française avec des ancêtres turinois (le nom de famille d'origine était Barbini, galicisé en Barbin après), est née le 7 mai 1856 à Lure en Haute-Saône ; elle est la fille de Philibert Barbin (1819) et d'Anne Marie Rose Willien (1824).
Son père meurt quand Valentino n'a que onze ans. À quinze ans, il tente de s'inscrire dans une académie militaire, mais n'est pas accepté en raison d'un problème physique (son volume pulmonaire est trop faible). Par la suite, il étudie et devient diplômé de science agronomique à Nervi (près de Gênes). Il passe ensuite quelque temps à Paris, où il devient danseur, et revient en Italie.

### New York
En 1913 il part pour les États-Unis, suivant le conseil de son ami Domenico Savino et du ténor d'opéra Tito Schipa. Il débarque à New York le jour de Noël 1913. Après avoir épuisé son petit pécule, il connaît la pauvreté pendant laquelle il survit grâce à différents petits boulots comme transporteur ou jardinier. Par la suite il trouve un travail en tant que danseur (d'abord comme cavalier, puis comme instructeur et plus tard comme danseur professionnel) et obtient une certaine renommée locale, en particulier pour son interprétation du tango argentin. On a dit de lui, sans que ce ne soit jamais avéré, que pendant cette période, il était également gigolo et qu'il avait eu des ennuis avec la justice à ce sujet (il a été interrogé comme témoin important au lendemain d'une perquisition dans une maison close, mais n'a jamais été inculpé).

### Hollywood

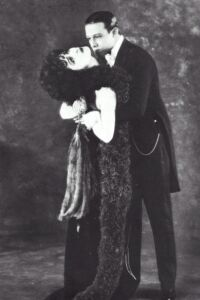
Rudolph Valentino et Alla Nazimova dans La Dame aux camélias (1921)

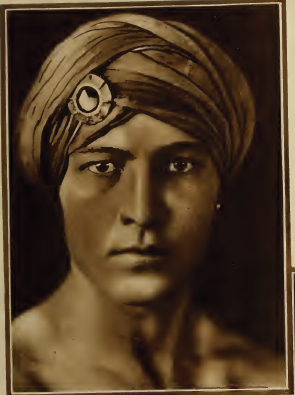
Rudolph Valentino dans le magazine Motion Picture Classic en 1920.

Il rejoint une compagnie d'opérette qui s'arrête en Utah, de là il atteint San Francisco où il rencontre l'acteur Norman Kerry, qui le convainc de tenter une carrière dans le cinéma. Après de petits rôles dans une douzaine de films, il épouse en 1919 Jean Acker, une actrice lesbienne. On raconte[Qui ?] qu'Acker a enfermé Valentino à clef en dehors de leur chambre au Hollywood Hotel lors de leur nuit de noces[réf. nécessaire]. Ils divorcent en 1922.
Valentino rencontre par la suite June Mathis qui avait été impressionnée par son rôle de « parasite de cabaret » dans le film Les Yeux de la jeunesse (The Eyes of Youth). Elle suggère au directeur Rex Ingram qu'il soit pris comme premier rôle masculin dans son prochain film Les Quatre Cavaliers de l'Apocalypse et impose son nom en 1921, ce sera « Rudolph Valentino » au lieu de Rodolfo di Valentina, jugé trop italien. Du jour au lendemain ce nom est communiqué à la radio, aux agences de presse et aux journaux : une star est née. Et le film, distribué est un triomphe. La même année, il interprète le rôle du cheik Ahmed Ben Hassan dans Le Cheik de George Melford. Toujours en 1921, il partage l’affiche avec Alla Nazimova dans La Dame aux camélias.

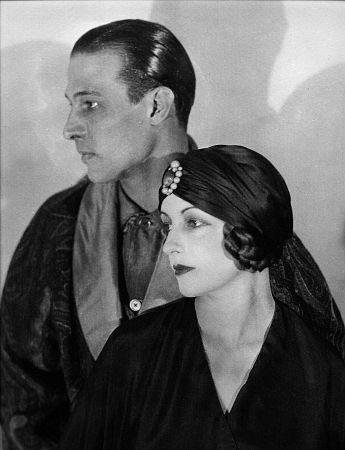
Rudolph Valentino et Natacha Rambova, sa seconde épouse

Le 13 mai 1922, à Mexicali au Mexique, Valentino se marie avec l'artiste Natacha Rambova, la fille adoptive du millionnaire Richard Hudnut. Il est alors accusé de bigamie car son divorce avec Acker n'était pas encore terminé (la loi de Californie exigeant une attente d'une année après un divorce avant de se remarier). Ils se remarient un an après.
Il joue dans Arènes sanglantes (Blood and Sand), diffusé en 1922, avec l'actrice Nita Naldi. Il entretient la même image de séducteur dans Eugénie Grandet (retrouvant un rôle veule, comme dans La dame aux camélias) et Le Droit d'aimer, face à Alice Terry ou Gloria Swanson. Alors qu'il publie un recueil de poèmes dédié à « G. S. », tout le monde pense qu'il s'agit de Swanson alors qu'en réalité il s'agit de George Sand. The Young Rajah choque toujours plus une partie du public (puritain) par son exotisme précieux.
En 1923 un conflit avec la Paramount Pictures a comme conséquence une injonction interdisant à Valentino de faire des films avec d'autres producteurs. Pour s'assurer que son nom reste en haut de l'affiche, Valentino, suivant la suggestion de son directeur George Ullman, se lance dans une tournée nationale de danse, commanditée par une compagnie de produits de beauté appelée Mineralava, avec Rambova (une ancienne ballerine) en tant qu'associée. Il voyage également en Europe et dans sa ville d'origine. 
Après le très dispendieux voyage en Europe, Rambova peine à réaliser le chef-d'œuvre qu'elle ambitionne pour Valentino. The Hooded Falcon, malgré des dépenses somptuaires, ne se fera pas. Valentino accusera sa femme d'avoir ruiné sa carrière en le ridiculisant. Le film de son retour, Monsieur Beaucaire de l'esthète Sidney Olcott, pêche sans doute par son luxe suranné alors que John Gilbert triomphe en soldat de la Première Guerre mondiale, dans une vision de l'Europe plus contemporaine et dont les Américains sont des acteurs à part entière. Valentino forme pourtant un couple bien séduisant avec la jeune Bebe Daniels, rivalisant avec Lowell Sherman et Paulette Duval en Louis XV et Madame de Pompadour.

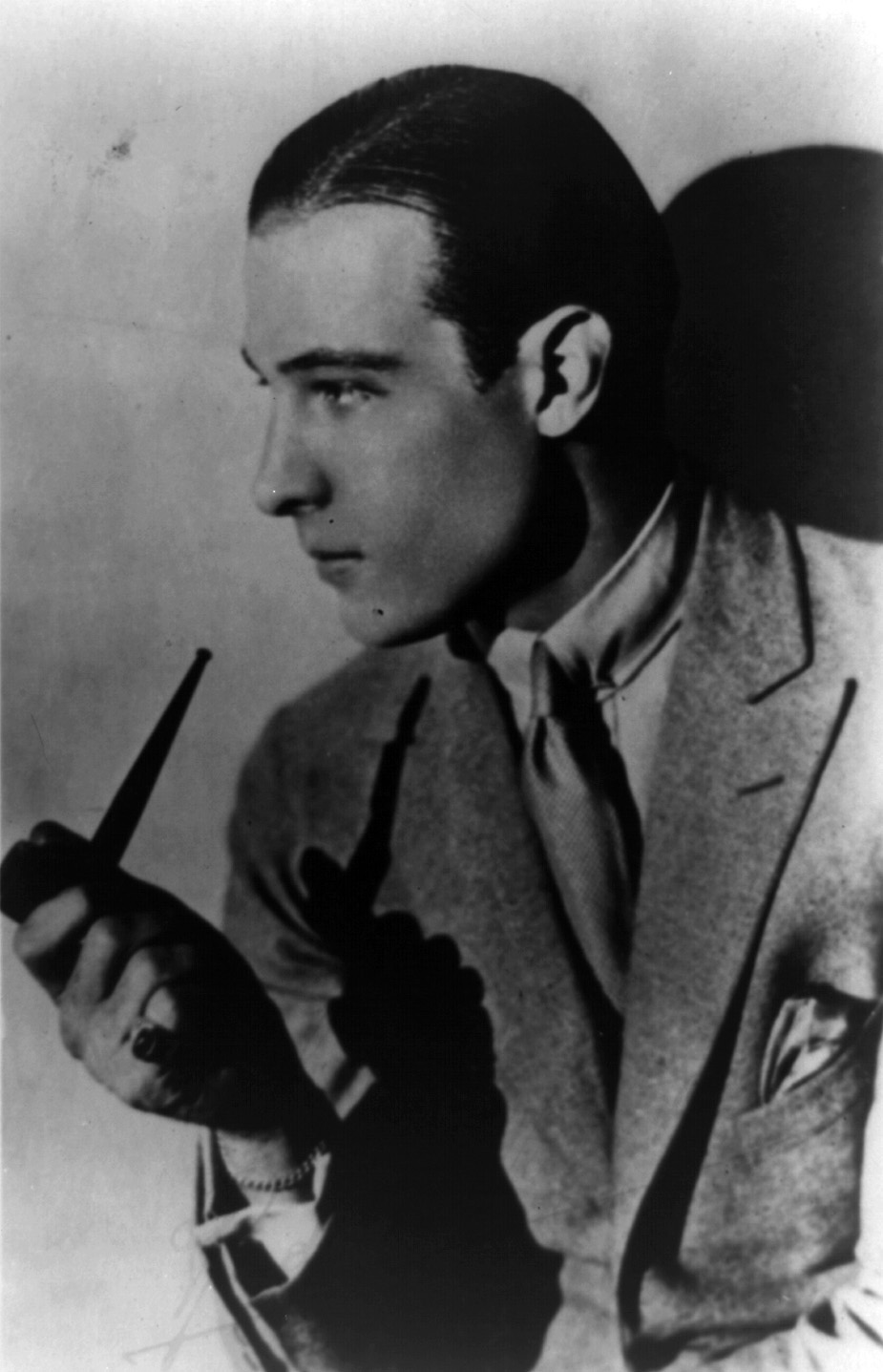
Rudolph Valentino (photographie prise entre 1915 et 1926).

En 1925, Valentino négocie un nouveau contrat avec United Artists qui inclut une clause empêchant son épouse d'entrer sur les plateaux. Il se sépare de Rambova peu après. Après sa séparation, Valentino a une liaison avec l'actrice polonaise Pola Negri. À cette époque, il tourne dans L'Aigle noir (basé sur une histoire d'Alexandre Pouchkine) réalisé par Clarence Brown, et Le Fils du Cheik, une suite du film Le Cheik tourné par George Fitzmaurice, les deux avec l'actrice populaire d'origine hongroise Vilma Bánky.

### Maladie et mort

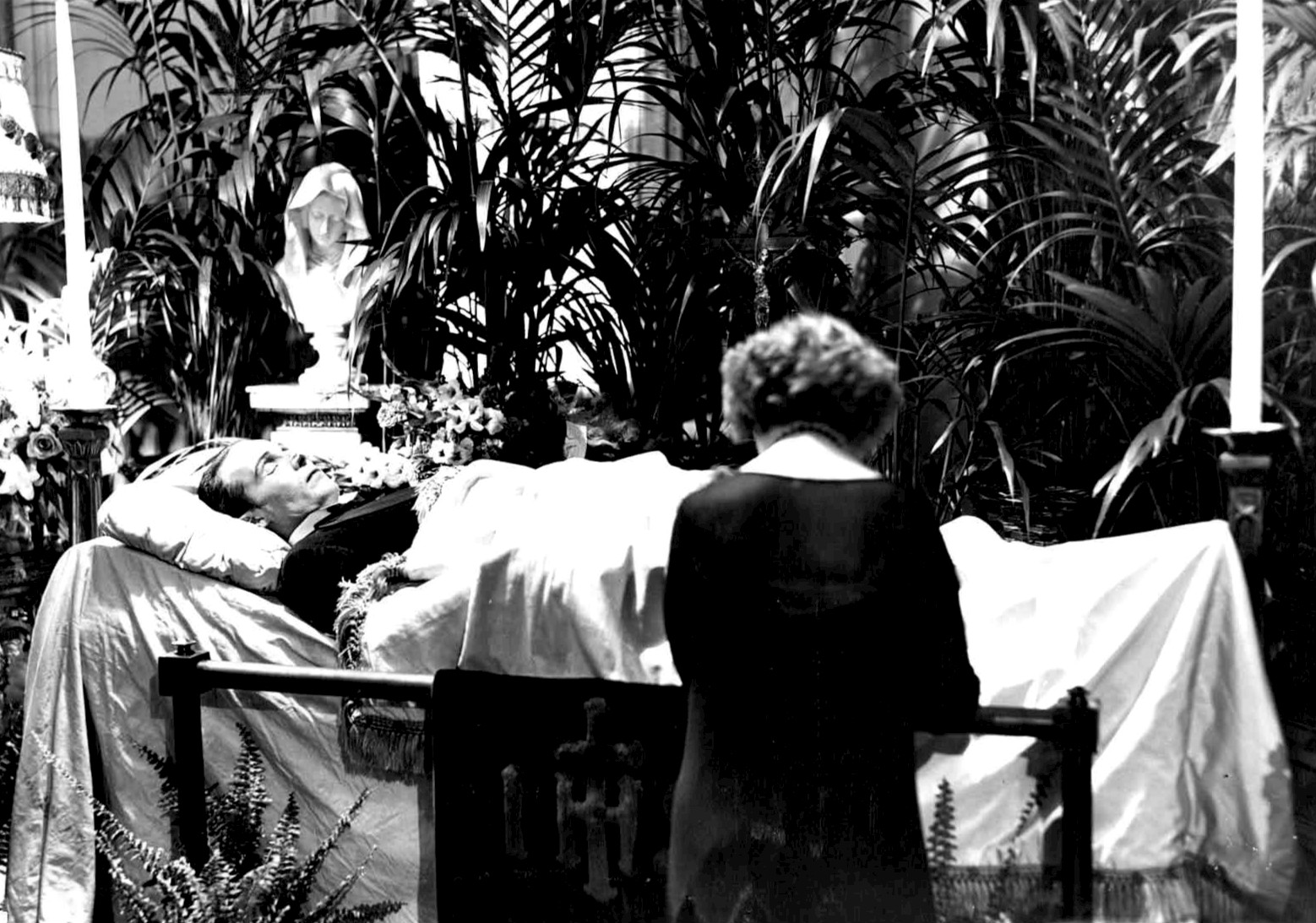
La dépouille de Rudolph Valentino se trouvant au Frank E. Campbell Funeral Chapel en août 1926. Le salon funéraire était alors situé sur Broadway.

Le 23 août 1926, Rudolph Valentino meurt à l'âge de 31 ans à New York d'une septicémie survenue après une opération chirurgicale pour un ulcère gastrique aigu. Il s'était effondré sur un trottoir de Manhattan.
Des rumeurs sur les conditions de sa mort ont circulé[réf. nécessaire] : on a pensé à un empoisonnement à l'aluminium, à des médicaments illégaux, ou à une blessure à l'estomac infligée par un mari jaloux.
Environ 100 000 personnes[réf. nécessaire] se rassemblèrent dans les rues de New York pour accompagner sa dépouille lors de ses obsèques, organisées par la Frank Campbell Funeral Home. Des fenêtres sont cassées par des fans tentant d'assister à la cérémonie, Campbell loue quatre acteurs pour former une garde d'honneur (on prétendra que Mussolini l'avait envoyée, en fait ce n'était qu'une opération publicitaire[réf. nécessaire]). Plusieurs femmes se sont suicidées par désespoir amoureux[réf. nécessaire].
Ses funérailles à New York sont célébrées à l'église catholique  Saint-Malachie, surnommée « The Actor's Chapel », car elle est située sur West 49th Street dans le quartier des théâtres de Broadway et est souvent fréquentée alors par des célébrités du monde du spectacle américain. L'actrice Pola Negri s'effondre hystérique à côté du cercueil. 
Après que le corps eut été convoyé par chemin de fer à travers les États-Unis, une deuxième cérémonie a lieu sur la Côte Ouest, à l'église du Bon-Pasteur, à Beverly Hills (Comté de Los Angeles), et ses restes sont enterrés au cimetière d'Hollywood Forever Cemetery en Californie.

## La dame en noir
Pendant plusieurs années, à chaque date anniversaire de la mort de Rudolph Valentino, une femme mystérieuse habillée tout de noir est venue fleurir sa tombe. Son identité n'a jamais été formellement établie,.
Pour Jeanne de Recqueville, il s'agit de Ditra Flame, d'origine italienne et émigrée aux États-Unis. Celle-ci a fait la connaissance de Rudolph au cours d'une réception, en janvier 1919. Elle a 14 ans, il n'est alors qu'un figurant inconnu de 24 ans. En 1920, elle est opérée de la mastoïdite et craint pour sa vie : Rudolph Valentino lui dit qu'il ne craint rien [pour elle] mais que s'il arrivait malheur, il irait en effet fleurir sa tombe de roses rouges. Et ayant dit cela, il poursuit son idée, ajoutant que, si lui-même venait à connaitre cette infortune, Ditra fleurirait sa tombe. Ce qui arriva. Dès le 31 août 1926, Ditra Flame fonde une association dite des « Veuves de Rudolph Valentino », laquelle connaîtra un an plus tard, deux cent mille adhérentes (Jeanne de Recqueville reconnait que ce chiffre peut être « gonflé », toutefois ce n'est rien eu égard à l'immense popularité de l'acteur alors). Ditra Flame déclare en outre qu'elle fleurira tous les ans, vêtue de noir, la tombe de Rudolph Valentino,,.

## Postérité
Valentino a son étoile sur Hollywood Boulevard. En 2004, Le Droit d'aimer, un film de Valentino avec Gloria Swanson considéré comme perdu, a été redécouvert dans une collection privée aux Pays-Bas. Il a été diffusé pour la première fois depuis 80 ans au Festival de Cannes en mai 2005.
Valentino fait partie des personnalités dont John Dos Passos a écrit une courte biographie (non favorable et à charge) au sein de sa trilogie U.S.A. : 
l'auteur américain décrit la jeunesse, la carrière, la mort et l'enterrement de Valentino dans un chapitre appelé Le danseur d'Adagio dans son dernier roman The Big Money.
Deux films biographiques retracent sa légende : Rudolph Valentino, le grand séducteur (Valentino) de Lewis Allen (1951) et Valentino de Ken Russell (1977) avec respectivement Anthony Dexter et Rudolf Noureev dans le rôle du latin lover. 
Valentino est incarné par Finn Wittrock dans la cinquième saison d’American Horror Story (2015).
Dans le film Café Society de Woody Allen, Kristen Stewart offre une lettre manuscrite de Rudolf Valentino à son petit ami pour leur premier anniversaire.

## Filmographie

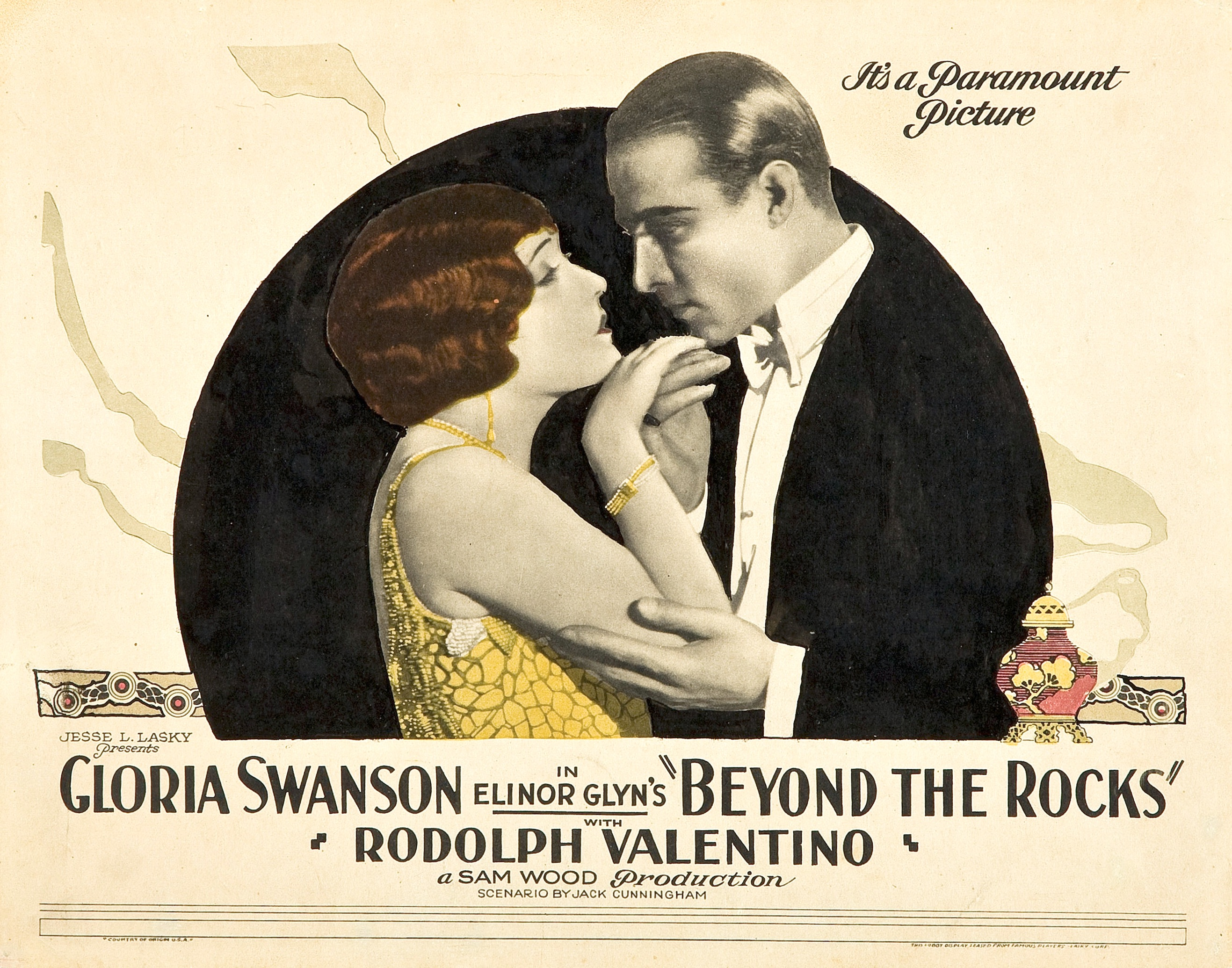
Le Droit d'aimer (1922)

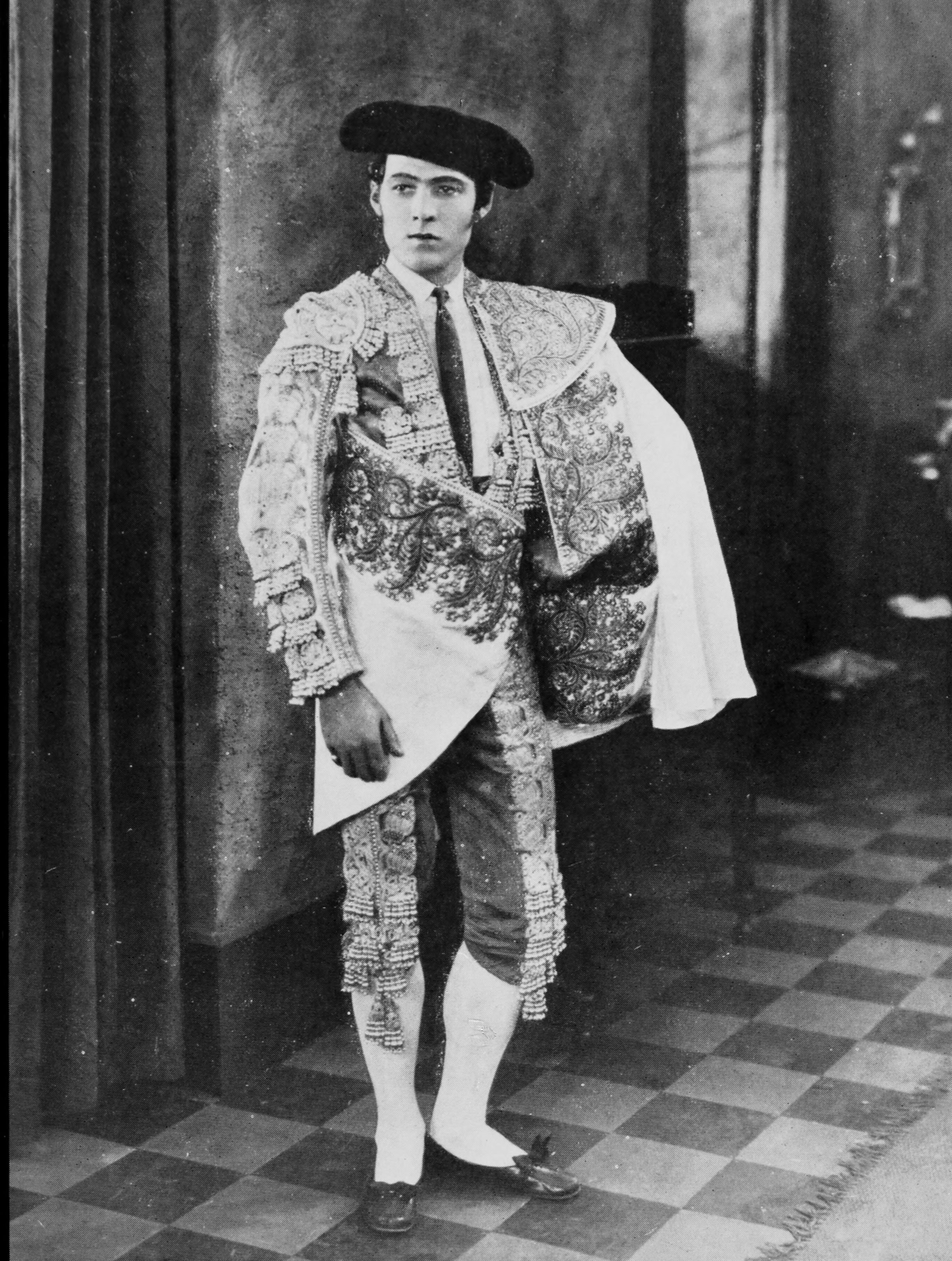
Arènes sanglantes (1922)

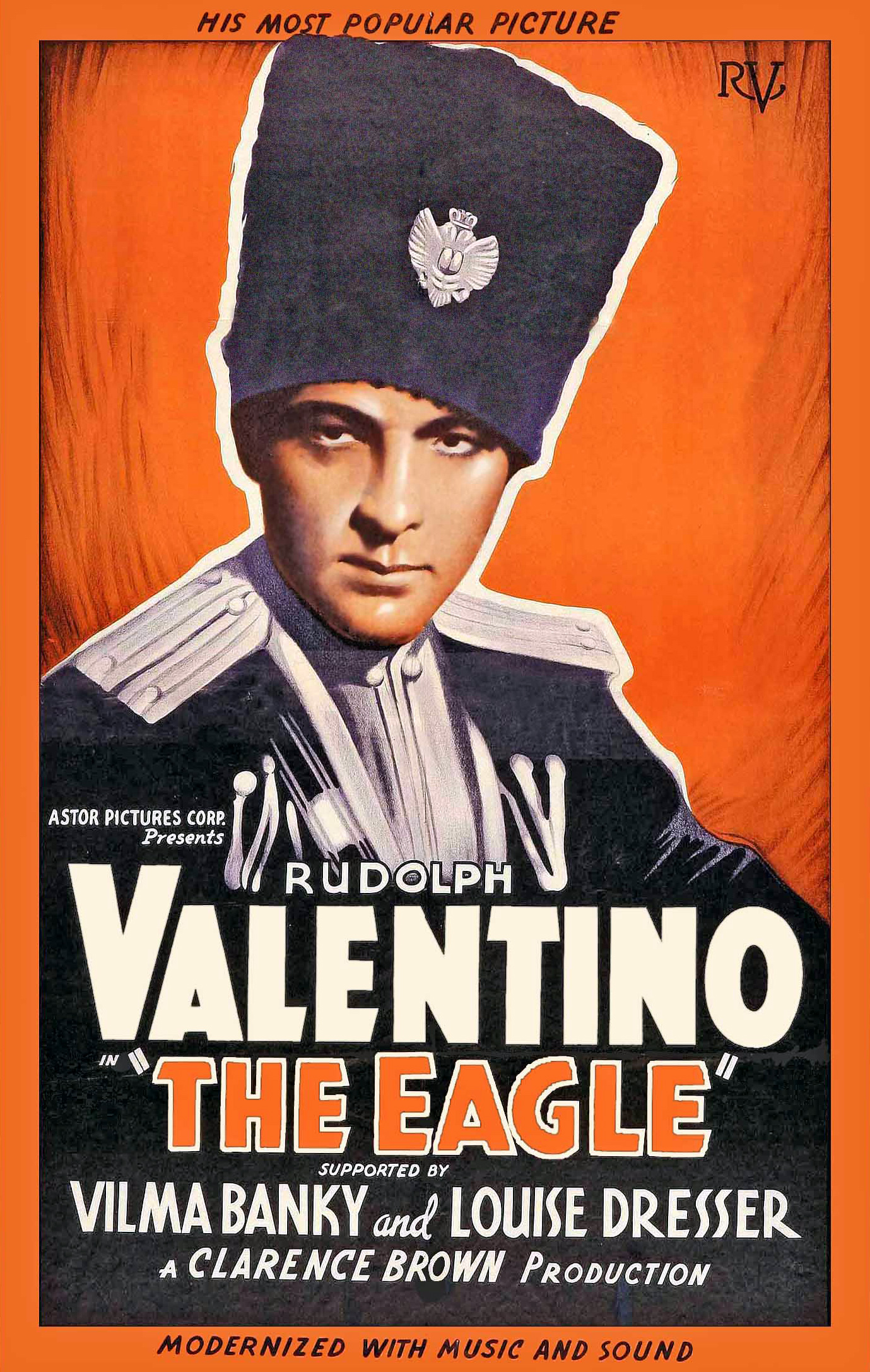
L'Aigle noir (1925)

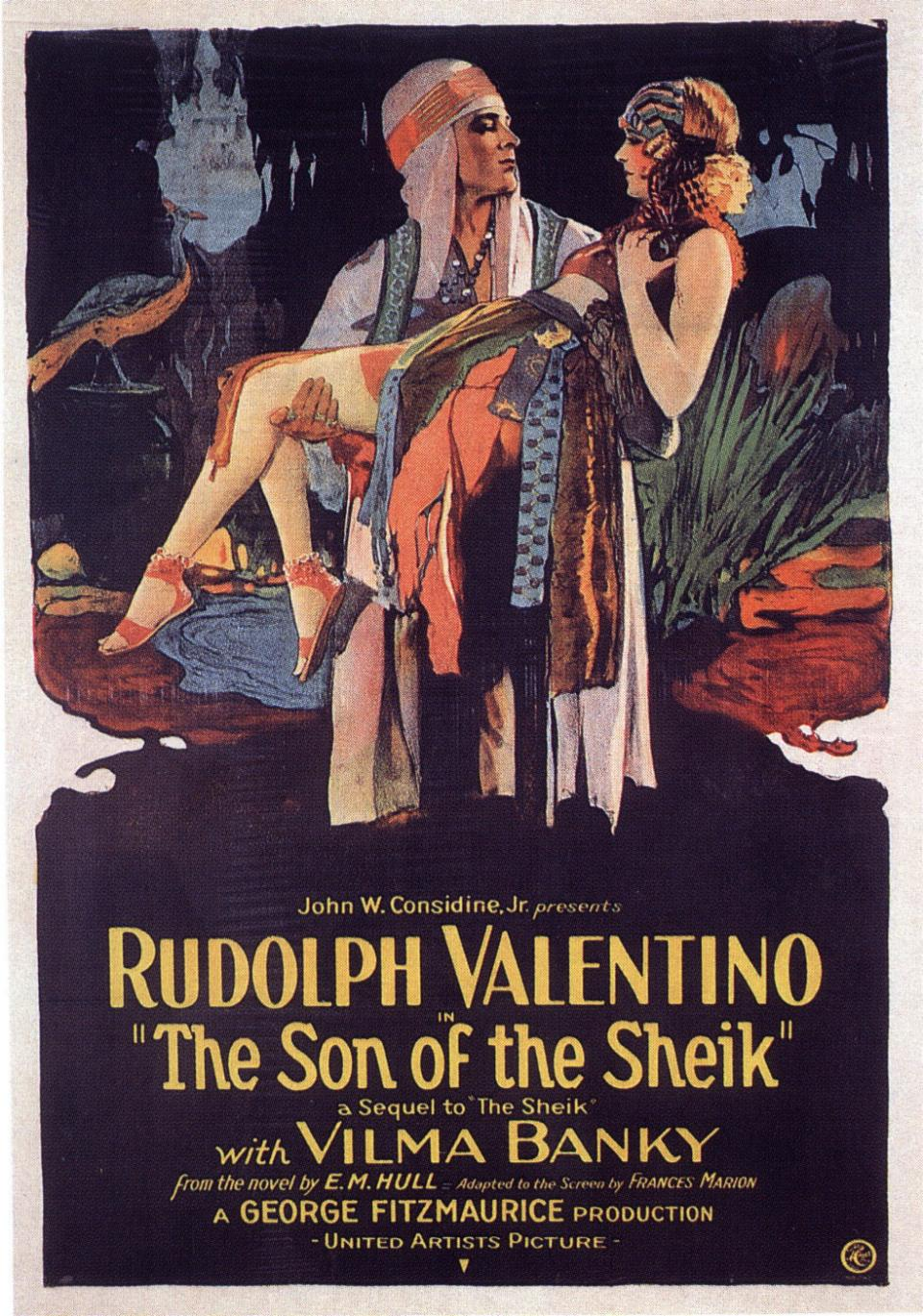
Le Fils du cheik (1926)

- 1914 : The Battle of the Sexes de D. W. Griffith avec Donald Crisp, Lillian Gish, Robert Harron, Owen Moore (non crédité)
- 1914 : My Official Wife de James Young avec Clara Kimball Young (non crédité)
- 1916 : The Quest of Life de Ashley Miller d'après la pièce d'Edmund Goulding
- 1916 : The Foolish Virgin d'Albert Capellani avec Clara Kimball Young (non crédité)
- 1917 : Patria de Jacques Jaccard et Leopold Wharton avec Irene Castle, Warner Oland, Wallace Beery
- 1917 : Alimony de Emmett J. Flynn avec Lois Wilson (non crédité en danseur)
- 1918 : A Society Sensation de Paul Powell (crédité comme Rudolpho De Valentina)
- 1918 : Allez-vous coucher ! (All Night) de Paul Powell
- 1918 : The Married Virgin ou Frivolous Wives de Joseph Maxwell (Rodolfo di Valentini)
- 1919 : The Homebreaker de Victor Schertzinger (non crédité)
- 1919 : Un délicieux petit diable (The Delicious Little Devil) de Robert Z. Leonard avec Mae Murray (Rudolpho De Valintine)
- 1919 : The Big Little Person de Robert Z. Leonard avec Mae Murray (M. Rodolpho De Valentina)
- 1919 : A Rogue's Romance de James Young avec Earle Williams, Sidney Franklin (Rudolph Volantino)
- 1919 : Virtuous Sinners de Emmett J. Flynn
- 1919 : Nobody Home d'Elmer Clifton avec Dorothy Gish (Rodolph Valentine)
- 1919 : Le Voile de l'avenir (ou Les Trois Routes ; The Eyes of Youth) d'Albert Parker avec Clara Kimball Young, Edmund Lowe (Rudolfo Valentino)
- 1920 : Stolen Moments (en) (Rudolph Valentine) court métrage
- 1920 : An Adventuress de Fred J. Balshofer (Rodolph Valentino)
- 1920 : The Cheater de Henry Otto (non crédité)
- 1920 : Passion's Playground (Rudolph Valentine)
- 1920 : L'oiseau s'envole (Once to Every Woman) d'Allen Holubar : Juliantimo
- 1920 : The Wonderful Chance de George Archainbaud
- 1921 : Les Quatre Cavaliers de l'Apocalypse (The Four Horsemen of the Apocalypse)
- 1921 : Uncharted Seas de Wesley Ruggles
- 1921 : Eugénie Grandet.(The Conquering power), Réalisation Rex Ingram d'après Eugénie Grandet d'Honoré de Balzac : le rôle de Charles Grandet
- 1921 : La Dame aux camélias (Camille) : Armand Duval
- 1921 : Le Cheik de George Melford
- 1922 : Morane le marin (Moran of the Lady Letty) de George Melford
- 1922 : Le Droit d'aimer (Beyond the Rocks) de Sam Wood
- 1922 : Arènes sanglantes (Blood and Sand)
- 1922 : Le Jeune Rajah (The Young Rajah) de Phil Rosen
- 1924 : The Hooded Falcon de Joseph Henabery, écrit par June Mathis et Natacha Rambova, avec Nita Naldi, basé sur l'histoire du Cid (inachevé)
- 1924 : Monsieur Beaucaire de Sidney Olcott avec Bebe Daniels
- 1924 : L'Hacienda rouge (A Sainted Devil) de Henabery avec Nita Naldi
- 1925 : Cobra de Joseph Henabery
- 1925 : L'Aigle noir (The Eagle) : Vladimir Dubrovsky
- 1926 : Le Fils du cheik (The Son of the Sheik)
- 1927 : Carter DeHaven in Character Studies : lui-même

Valentino est aussi supposé avoir joué au début de sa carrière dans les films suivants : 
- 1914 : The Battle of the Sexes
- 1914 : My Official Wife
- 1914 : Seventeen
- 1914 : The Foolish Virgin

Autres noms sous lesquels il était connu
- Rudolph DeValentino
- M. De Valentina
- Rodolfo De Valentina
- M. Rodolpho De Valentina
- R. De Valentina
- Rodolfo di Valentina
- Rudolpho De Valentina
- Rudolpho di Valentina
- Rudolpho Valentina
- Rodolph Valentine
- Rudolpho De Valentine
- Rudolph Valentine
- Rodolfo di Valentini
- Rodolph Valentino
- Rudi Valentino
- Rudolfo Valentino
- Rudolf Valentino
- Rudolph Volantino